# La clemencia de Tito (Leo)
La clemencia de Tito  (La clemenza di Tito)  fue el quinto «dramma per musica» que el poeta oficial del Emperador de Austria, el italiano Pietro Metastasio (1698-1782), proporcionó al compositor Antonio Caldara (Venecia, 1670 - Viena, 1736), a la sazón vice-maestro de capilla de la corte imperial de Viena. Los cuatro libretos anteriores fueron: Demetrio (1731), Adriano in Siria (1732), Olimpiade (1733) y Demofoonte (1733).
La ópera, dividida en tres actos y cantada en italiano, se estrenó en Viena el día de la onomástica del emperador Carlos VI, en el Teatro Imperial, el 4 de noviembre de 1734.

## Composición

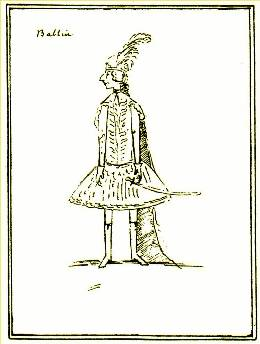
Caricatura del cantante Annibale Pio Fabri.

Las fuentes a las que acudió Metastasio para los hechos históricos que se narran fueron algunos capítulos de Las vidas de los doce césares, del historiador romano Suetonio, presentando a Tito como un tirano magnánimo, muy en la línea del despotismo ilustrado imperante en la época.

## Estreno

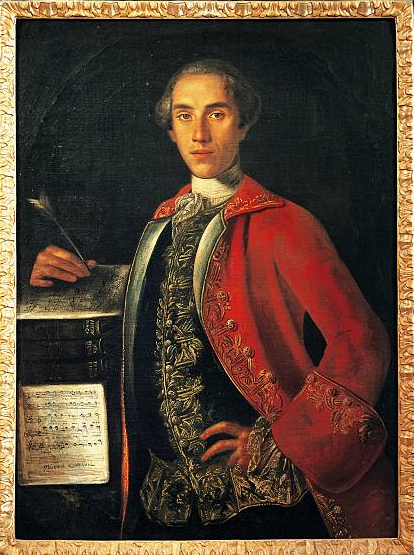
Leonardo Leo (1694-1744)

En 1735, el compositor italiano Leonardo Leo (San Vito dei Normanni, 1694 - Nápoles, 1744) retomó el libreto de Metastasio para componer una ópera homónima, cuyo estreno tuvo lugar en el Teatro San Juan Crisóstomo de Venecia, durante el carnaval.

## Personajes
| Personaje                                        | Tesitura   | Reparto en 1735 Director: Leonardo Leo |
| ------------------------------------------------ | ---------- | -------------------------------------- |
| Tito (emperador romano)                          | tenor      | Annibale Pio Fabri                     |
| Vitellia (hija del emperador romano Vitelio)     | soprano    | Anna Maria Peruzzi                     |
| Servilia (hermana de Sesto y enamorada de Annio) | soprano    | Giustina Gallo                         |
| Sesto (amigo de Tito y enamorado de Vitellia)    | castrato   | Antonio Bernacchi                      |
| Annio (amigo de Sesto y enamorado de Servilia)   | castrato   | Gioacchino Conti (Gizziello)           |
| Publio (comandante de la guardia pretoriana)     | sopranista | Antonio Baldi                          |
| Fabio (hermano de Sevilia)                       | soprano    | Anna Mazzoni                           |

Leo introduce un nuevo personaje, Fabio, que no figura en el original de Metastasio.

## Argumento

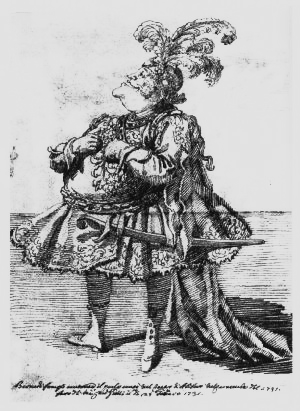
Caricatura del castrato Antonio Bernacchi, (c. 1731).

La acción se desarrolla en Roma, en el año 79.
La patricia romana Vitellia, hija del anterior emperador, despechada por el rechazo de Tito, decide asesinarlo. Convence a su enamorado Sesto para que provoque un incendio, y en el tumulto, acabe con la vida del emperador. Sesto se debate entre cumplir los deseos de su amada o traicionar a su amigo el emperador.
Las preferencias de Tito se dirigen hacia la joven Servilia, hermana de Sesto, y enamorada de Annio. Cuando el emperador declara su pasión a Servilia, ésta le confiesa su amor por Annio, pero se muestra obediente a acatar el deseo de su emperador. Tito, admirado por la sinceridad y lealtad de Servilia, permite a ésta unirse a Annio.
Se produce el intencionado incendio en el capitolio. Sesto, entre el tumulto de las llamas y el humo, cree asestar un golpe mortal a Tito, pero su puñal no ha herido al emperador, sino a un cómplice. El senado condena a muerte a los implicados en el intento de magnicidio. Tito duda entre aplicar la ley o perdonar a su querido amigo Sesto, pues lo cree incapaz de traicionarlo. Finalmente, ante la multitud reunida en el anfiteatro, Tito manda llamar a Sesto y le concede el perdón. Vitellia se arroja a los pies del emperador y también es perdonada. Todos alaban la clemencia de Tito.

## Influencia
Metastasio tuvo gran influencia sobre los compositores de ópera desde principios del siglo XVIII a comienzos del siglo XIX. Los teatros de más renombre representaron en este período obras del ilustre italiano, y los compositores musicalizaron los libretos que el público esperaba ansioso. La clemencia de Tito fue utilizada por más de 40 compositores para componer otras tantas óperas; sin embargo, el paso del tiempo ha hecho caer en el olvido a todas ellas, salvo la compuesta por Mozart.